# Massimo Donati (wielrenner)
Massimo Donati (Pisa, 18 januari 1967) is een voormalig Italiaans wielrenner. Hij begon zijn carrière als stagiair bij Mercatone Uno. Hij verdiende hier een contract en zou er vier seizoenen blijven, waarna hij overstapte naar Saeco. Donati was een goede klimmer en won onder meer de Coppa Agostoni en de Ronde van Lazio.

## Belangrijkste overwinningen
1990
Gran Premio Industrie del Marmo
1994
6e etappe Ronde van Catalonië
1995
1e etappe Wielerweek van Lombardije
1998
4e etappe Ronde van Oostenrijk
1999
GP Città di Camaiore
Coppa Agostoni
2000
Ronde van de Drie Valleien
2001
Ronde van Lazio

## Resultaten in voornaamste wedstrijden
| Jaar | Ronde van Italië | Ronde van Frankrijk | Ronde van Spanje |
| ---- | ---------------- | ------------------- | ---------------- |
| 1993 |                  |                     | opgave           |
| 1994 |                  |                     | 46e              |
| 1995 | opgave           | 72e                 |                  |
| 1996 | 48e              | 70e                 |                  |
| 1997 | 38e              |                     |                  |
| 1998 |                  | 50e                 |                  |
| 1999 | 47e              |                     |                  |
| 2000 | 53e              |                     |                  |
| 2001 |                  |                     |                  |
| 2002 |                  | opgave              |                  |

| Jaar | Milaan-San Remo | Amstel Gold Race | Luik-Bast.‑Luik | Ronde van Lombardije | Waalse Pijl |  | WK op de weg |
| ---- | --------------- | ---------------- | --------------- | -------------------- | ----------- |  | ------------ |
| 1993 |                 |                  |                 |                      |             |  |              |
| 1994 |                 |                  |                 | 54e                  |             |  |              |
| 1995 |                 |                  |                 |                      |             |  |              |
| 1996 |                 |                  |                 |                      | 56e         |  |              |
| 1997 |                 | 69e              |                 |                      |             |  |              |
| 1998 |                 |                  |                 |                      |             |  |              |
| 1999 | 70e             |                  |                 |                      |             |  | 38e          |
| 2000 |                 |                  | 73e             |                      | 73e         |  |              |
| 2001 |                 |                  | 35e             |                      | 41e         |  |              |
| 2002 |                 |                  | 62e             |                      | 42e         |  |              |

## Ploegen
- 1992 –  Mercatone Uno-Zucchini (stagiair, vanaf 01-09)
- 1993 –  Mercatone Uno-Zucchini
- 1994 –  Mercatone Uno-Medeghini
- 1995 –  Mercatone Uno-Saeco
- 1996 –  Saeco-Estro
- 1997 –  Saeco-Estro
- 1998 –  Saeco Macchine per Caffé
- 1999 –  Vini Caldirola-Sidermec
- 2000 –  Vini Caldirola-Sidermec
- 2001 –  Tacconi Sport-Vini Caldirola
- 2002 –  Tacconi Sport